# GO TO THE TOP
Go to the Top es el álbum de estreno de la cantante y compositora Hitomi, lanzado el 27 de septiembre de 1995 por Avex Trax. La primera edición del álbum se distribuyó con el envoltorio  del CD alojado en una caja de tapa dura, similar a un libro. El interior de la parte posterior del envoltorio contiene, además, un miniálbum de fotos. La Recording Industry Association of Japan (Asociación de la Industria Fonográfica de Japón) ha certificado el álbum con doble platino, en reconocimiento por los más de 500 mil discos vendidos en todo Japón. En las listas de Oricon, la posición más alta alcanzada por el disco fue la número 3, permaneciendo en el ranking durante ocho semanas.

## Detalles
El álbum en su totalidad fue producido por Tetsuya Komuro y la Familia Komuro, y varios de los sencillos lanzados anteriormente fueron remasterizados.
El álbum debutó en el tercer lugar de las listas de los álbumes más vendidos Oricon, vendiendo poco más de 400 mil copias en total.

## Canciones
1. Go to the top
2. Pleasure
3. You dirty bastard
4. Tokyo nodo mannaka bus no naka de
5. We are ″lonely girl″
6. Never forget the days
7. Candy girl
8. Fact
9. Let’s play winter
10. May be failing now...

- Datos: Q5575063